# Grimmia ochyriana
Grimmia ochyriana är en bladmossart som beskrevs av Jesús Muñoz 1998. Grimmia ochyriana ingår i släktet grimmior, och familjen Grimmiaceae. Inga underarter finns listade i Catalogue of Life.